# Abd al-Rahman ibn Soyundj
Abd al-Rahman ibn Soyundj fou un general uzbek de la tribu d'Usun (Oysun) i principal figura de Balkh a la primera meitat del segle xvii.
És esmentat per primer cop en una campanya del kan de Bukharà contra Badakhxan probablement el 1605, a les ordes del príncep astrakhànida Nadr Muhammad ibn Din Muhammad, nebot del kan Wali Muhammad (de Balkh 1599-1605, i de Balkh i Bukharà 1605-1611); l'objectiu era derrotar el príncep txagatai Mirza Hasan; Nadr Muhammad va rebre el govern de Balkh (1605) i Abd al-Rahman ibn Soyundj el va acompanyar com un dels seus generals. Entre 1606 i 1610 va combatre a dos pretendents xibànides al kanat de Bukharà-Balkh, Djahangir Sulṭan i Muhammad Salim Sultan, que tenien el suport dels safàvides.
El 1611 fou nomenat governador (hakim) d'Andkud una guarnició que protegia la part occidental del territori de Balkh i que estava amenaçada pels kizilbaixis perses (els soldats dels safàvides). Quan Wali Muhammad fou enderrocat el 1611 i substituït per Imam Kuli, el general fou element clau en refusar l'intent de Rustam Sultan ben Wali Muhammad, el fill del kan enderrocat, de recuperar Bukharà amb suport dels safàvides. Imam Kuli va repartir el poder amb el seu germà Nard Muhammad al que va cedir Balkh.
Vers 1522, quan seguia al front del govern d'Andkud, va ser cridat per Nadr Muhammad per ser preceptor (ataliq) del seu fill gran Abd al-Aziz (nascut el 1614 i que tenia per tant uns 8 anys) amb el feu de Katlan, que lògicament va governar Abd al-Rahman ibn Soyundj en nom del seu pupil. En aquest govern va posar fi a les incursions dels kirguisos als que sembla que va perseguir fins a les seves terres "prop de Kaixgar".
El 1628, a la mort de l'emperador mogul Djahangir, va dirigir una campanya contra Kabul que va fracassar. Fins i tot es va arribar a dir que la intenció real del general era protegir Kabul contra un imminent atac planejat des de Kandahar que els perses havien conquerit sis anys abans. Després de no aconseguir prendre la ciutat va retornar a Katlan
El 1631 va ser cridat a Balkh juntament amb Abd al-Aziz, pel pare d'aquest Nadr Muhammad. El príncep va rebre el feu de Maymana i altre cop el general el va acompanyar. El 1632 va iniciar una campanya contra els safàvides de Khurasan i va assaltar Morgab, Maručaq i Pandjdeh, totes tres sota control dels kizilbaixi de la tribu shamlu. El 1634, tot i l'expressa prohibició de Nadr Muhammad, el general i el seu pupil Abd al-Aziz van retornar al Khorasan en una nova campanya; el general va arribar a Badgis, va travessar el riu Morgab i vorejant Herat pel nord es va dirigir cap a Khwaf i Djidjaktu, que ja era territori de Maymana. Per la desobediència el príncep i el general foren cridats a Balkh on van demanar perdó; enviats al kan suprem a Bukharà, Imam Kuli, altre cop van demanar perdó.
El general, que no podia aturar l'ímpetu bel·licós del seu pupil, fou substituït com ataliq-e soltani el 1635 per Uraz Bi de la tribu dels ming, i el general va rebre el govern del Kunduz on va restar almenys fins al 1640/1641. En aquest càrrec va ajudar a Imam Kuli el 1638 contra els atacs kazakhs a l'est de Samarcanda, i l'estiu del 639 va dirigir un cos d'exploració a l'Hindu Kush per comprovar els rumors que Xa Jahan preparava un exèrcit a Kabul per atacar Balkh.
Després del 1641 no torna a ser esmentat i probablement va morir per aquest temps.